# Démocratie libérale et indépendants
Démocratie libérale et indépendants, Nederlands: Liberaal-Democraten en Onafhankelijken, was een  parlementaire groepering of fractie in de Franse Assemblée nationale, die van 25 mei 1998 tot 2002 bestond. De fractieleden behoorden in meerderheid tot de politieke partij Démocratie libérale.

## Fractievoorzitters
- 1998-2000: José Rossi
- 2000-2002: Jean-François Mattei
- juni 2002: François d'Aubert